# Chadderton
Chadderton è una località di 33.001 abitanti della contea della Greater Manchester, in Inghilterra, già comune fino al 1974.

## Amministrazione

### Gemellaggi
- Geesthacht, Germania